# 马佩勋
马佩勋（1907年7月—1984年12月11日），别名马英、马沛雄，男，山西孝义人，中华人民共和国政治人物。

## 生平
马英是山西孝义碾头村人。

### 第一次国共内战
1931年5月参加红军，任晋西工农红军游击队战士、班长。8月加入中国共产党。后随部队西渡黄河，与谢子长、刘志丹部队在陕北会合。同年11月至1932年5月任陕西工农红军中队长。1932年5月至1933年5月任陕西南岭红军游击队政委。1933年5月至1934年3月任陕北游击队第一支队副支队长。1934年2月至7月任红军陕北游击队第四支队政治委员。同年9月至1935年1月任中国工农红军陕北独立师第一团政治委员。1935年1月至8月任陕北红军第二十七军第八十四师第一团政治委员。2月至7月争取宜川红枪会，开展地方工作，任总政委。8月至9月，任新编西北抗日义勇军主任，参加陕北苏区创建和反围剿战役。1935年10月至11月，因肃反被错误关押。红一方面军到达陕北后获释。同年12月至1936年4月，任中国人民抗日先锋军第十五军团地方工作委员会干事，随军东征进入山西境内，领导成立晋西游击支队，1936年3月至5月，任支队政治委员，参加东征战役。5月至6月，任陕北省工会委员会长。7月，任陕北省苏维埃政府代理主席。同年冬至1937年7月任陕北省苏维埃政府主席、党团书记，中共陕北省委常务委员。

### 抗日战争期间
抗日战争期间，1937年5月至1939年11月，任陕甘宁特区委员会候补执行委员。1937年12月至1938年5月，奉中共中央组织部派遣任中共晋西特别区委员会书记。1938年5月至8月，任中共汾孝中心县委组织部部长。同年7月至1939年9月，任八路军第115师晋西独立支队第2团政委。1939年10月至11月，任岳南太纵第42团政治委员。同年12月至1940年6月，在中共太行分局党校学习。1940年7月，任岳南第三军分区第212旅政治委员。同年10月至1942年5月，任山西新军第212旅政委。1941年8月至1943年4月，任中共太岳地委委员。1942年2月至12月任太岳军区第四军分区司令员。同年7月至1943年8月，任中共太岳第二地委书记。1943年3月至10月，任太岳军区第三军分区司令员。同年8月至1945年6月，在中共中央党校学习。1945年4月至6月作为晋冀鲁豫代表团成员出席中共七大。

### 第二次国共内战
1945年9月至1948年5月，任中共吕梁区委委员、吕梁军区副司令员。1947年1月至10月，任第七军分区司令员兼政治委员、中共第七地委书记。1946年12月至1947年2月，任晋绥军区第二纵队副司令员。1947年1月至10月，任晋绥第七分区人民武装自卫委员会主任。1948年3月至8月，任吕梁军区副司令员兼第九军分区政治委员、党委委员。8月至11月，任晋绥军区第九军分区政委。同年12月至1949年4月，任晋绥军区第十军分区司令员。1949年2月至5月，任晋南军区司令员、武委会主任、新绛军分区司令员。3月至5月，任中共晋南工委委员。同年6月至1950年1月，任中共晋南中心地委常委、晋绥军区晋南中心军分区司令员。1949年9月1日，中共山西省委、山西省人民政府、山西省军区成立。他担任省委委员。

### 共和国时期
1949年9月至1951年5月，任山西省人民政府委员、劳动局局长、党组长。1951年4月至1953年4月，任中共山西省委职工工作委员会书记、代理山西省总工会主席、山西省总工会党组书记（1951年6月起）。1951年6月至1952年7月，任太原市总工会第二届执行委员会主席、党组书记。1953年4月至1954年7月，任天津全国总工会干部学校学员。1954年8月至1958年11月，任中华全国总工会第一机械工会副主席，全国总工会第八届执行委员。后任全国总工会第九届执行委员。1958年11月至1968年10月，任中共宁夏回族自治区委员会监委副书记。1959年2月至1967年1月，任宁夏回族自治区人民检察院检察长、党组书记。
文化大革命中受冲击，到宁夏五七干校劳动。1972年7月至1977年5月，任宁夏回族自治区高级人民法院副院长、党组成员。1979年4月至1983年4月，任宁夏回族自治区第三届政协副主席。1979年9月至1983年12月，任宁夏回族自治区政协党组副书记。
1984年12月11日，因病逝世。